# Управленческий консалтинг
Управленческий консалтинг — деятельность, направленная на совершенствование форм управления и ведения бизнеса. 

## Определение
Ряд экономистов определяют управленческий консалтинг следующим образом:
«...любая форма предоставления помощи в отношении содержания, процесса решения или построения задачи (или ряда задач), при которой консультант не выполняет задачу самостоятельно, а только оказывает помощь в ее выполнении» (Фриц Стил).
«Вы выступаете в роли консультанта всякий раз, когда предпринимаете попытку изменить или улучшить ситуацию, но прямой контроль над осуществлением действий по ее изменению или улучшению вам не принадлежит... Большинство сотрудников организации в действительности являются консультантами, даже если официально они так не называются» (Питер Блок).
«Управленческое консультирование является набором услуг, оказываемых специально обученными и имеющими соответствующую квалификацию лицами, которые в объективной и независимой манере помогают клиенту выявить и проанализировать проблемы данной организации и рекомендуют решения этих проблем, а также, при необходимости, оказывают помощь в реализации предложенных решений» (Ларри Грейнер и Роберт Метцгер).
«Управленческое консультирование заключается в предоставлении независимых рекомендаций и поддержки для клиентов, обладающих руководящими полномочиями, в вопросах, касающихся процесса управления» (Международный совет институтов управленческого консультирования).

## Основные цели консультирования
В книге «Управленческое консультирование» под редакцией М. Кубра выделяется пять общих целей, которые преследуют клиенты, прибегающие к услугам консультантов:
- достижение целей и задач организации;
- решение управленческих и деловых проблем;
- выявление и использование новых возможностей;
- обучение;
- внедрение изменений.

## Виды управленческого консалтинга
В процессе управленческого консалтинга может решаться самый широкий круг задач. По типам решаемых задач управленческий консалтинг может быть (достаточно условно) разделен на:
- стратегический консалтинг, в ходе которого осуществляется анализ глобального и регионального рынка сырья и готовой продукции, анализ конкурентов, динамики производства и потребления, рассматривается эволюция технологий, строится эффективная бизнес-модель, осуществляется расчет логистики;
- маркетинговый консалтинг, в ходе которого осуществляется построение эффективной маркетинговой стратегии, разрабатывается программа маркетинга компании, строится система маркетинга как технологии управления рыночным поведением потенциальных и актуальных покупателей;
- организационный консалтинг — построение эффективной системы управления (распределение функций, полномочий, ответственности, материальных стимулов, построение системы бизнес-процессов, оптимальной системы информационного обмена и документооборота, внедрение системы прогнозирования, планирования и анализа деятельности, построение оптимальной структурно-функциональной схемы);
- финансово-экономический консалтинг, в ходе которого проводится анализ финансово-хозяйственной деятельности на предмет экономической обоснованности и эффективности, проводится анализ экономической эффективности как всего бизнеса, так и отдельных направлений, процессов, товаров и услуг, инвестиционной деятельности бизнеса;[1]
- кадровый консалтинг (подбор кадров), построение и развитие корпоративной культуры (конфигурирование системы нематериальных стимулов, привнесение смысла в коллективную деятельность сотрудников компании).

### Стратегический консалтинг
Это базовый вид управленческого консалтинга, представляющий собой видение и общее описание бизнес-модели, её преимуществ и недостатков в сравнении с основными конкурентами, изучение рыночной ситуации, тенденций производства и потребления сырья и готовой продукции на глобальном и региональном рынках. По сути стратегия — это базовое самоопределение компании, из которого напрямую следуют цели, условия их достижения и средства, которые компания должна для этого использовать.
Существует также иная точка зрения о том, что стратегический консалтинг не относится к управленческому консалтингу, и является самостоятельной отраслью.

### Маркетинговый консалтинг
Каждая компания стремится управлять рыночным поведением своих потенциальных и актуальных клиентов, давая им множество причин выбрать именно эту компанию именно сейчас и именно для покупки данного товара (услуги). Управление рыночным поведением потенциальных и актуальных клиентов компании представляет собой достаточно комплексную задачу. Решить её можно, только внедрив в деятельность компании функцию системного маркетинга, представляющую собой привнесение маркетингового смысла в каждый контакт с потенциальным клиентом и в саму систему предоставления услуг и продажи товаров.
Существует ряд трудностей, с которыми сталкиваются в компаниях руководители и сотрудники: использование только 1–2 каналов продвижения, плохая проработка клиентской базы, низкая эффективность менеджеров по продажам, отсутствие работы со статическими данными, бесконтрольная трата маркетингового бюджета, нежелание применять новые маркетинговые технологии.

### Организационный консалтинг. Построение эффективной системы управления
Проектирование и внедрение эффективной системы управления включает в себя продумывание формулы эффективности бизнеса (системы индикаторов, показателей, на основе которых можно оценивать состояние бизнеса). Также эффективная система управления предполагает наличие оптимальной системы распределения функций, полномочий, ответственности, а также построенной системы мотивации персонала. В ходе управленческого консалтинга оптимизируется система бизнес-процессов, а также структурно-функциональная схема, упорядочивается информационный обмен и документооборот между подразделениями консультируемого предприятия.

### Кадровый консалтинг. Развитие корпоративной культуры
В ходе кадрового консалтинга осуществляется подбор кадров, которые могут органично дополнить друг друга по своим деловым качествам, происходит подбор топ-менеджеров, правильное распределение между ними функций и полномочий, формируется команда людей, которые готовы работать вместе в рамках осуществляемого ими бизнес-проекта.
В ходе формирования и развития корпоративной культуры управленческие консультанты формируют систему мотивационных и смысловых установок, которые начинают играть в компании роль внутренних норм, которые определяют деятельность сотрудников и дают сотрудникам ценностные и нормативные ориентиры при принятии решений.
Кадровый консалтинг — это вид деятельности, включающий в себя комплекс мероприятий по анализу персонала, диагностики юридической и делопроизводственной корректности оформления кадровых документов и предложений по устранению нарушений (кадровый аудит), оценке соответствия профессиональных и личностных компетенций выполняемым обязанностям, уровня лояльности сотрудников и др.

### Синтетический консалтинг
Консалтинговые решения, объединяющие в себе такие предметные области знаний, как экономика, юриспруденция и менеджмент, направленные на вынесение компетентных суждений, необходимых в поддержке принятия бизнес-решений. Возникновение этих продуктов стало возможным благодаря развитию телекоммуникационных технологий и последним достижениям компьютерной техники, которые позволили, с одной стороны, значительно расширить возможности доступа к самой разнообразной информации, характеризующей состояние значимых в контексте вынесения указанных выше суждений факторов, а с другой – предоставили мощные аналитические инструменты обработки значительных массивов весьма разнородных сведений.
В качестве примера синтетической группы консалтинговых услуг, ориентированных на информационно-аналитическое сопровождение процесса принятия решений в различных областях хозяйственной деятельности, сочетающей в себе целый ряд отраслей знаний, можно привести так называемые «карты рисков», основным назначением которых является представление лицам, принимающим решения, экспертной информации по таким направлениям, как налоговые, кредитно-инвестиционные риски; риски субсидиарной ответственности в случае банкротства; риски, возникающие при работе с дебиторской задолженностью.

## Роли консультанта
Понять суть управленческого консалтинга помогают роли консультанта, отражающие его действия в отношениях с руководителями, которым оказывается помощь. Эдгар Шейн считает, что для эффективного консультирования специалисту необходимо переключаться с одной роли на другие по мере изменения и/или понимания ситуации, для чего он должен видеть разницу между отдельными видами действий:
- позиция эксперта, говорящего клиенту, что делать;
- внушение решений, кажущихся консультанту подходящими, и популяризацией методик, которыми консультант умеет пользоваться;
- вовлечением клиента в процесс, результатом которого станет выработка решения, которое и клиент, и консультант сочтут полезным в данной ситуации.

Из этого разделения вытекают три модели консультирования:
- «Продаю и говорю» — организация определяет потребность и ищет консультанта, способного снабдить ее информацией или необходимыми услугами. Нанятый консультант выступает в роли эксперта по удовлетворению запроса, сформулированного менеджментом компании.
- «Врач-пациент» — консультант приглашается для выявления организационных областей, в которых  функционирование происходит не так, как надо. Возможен вариант, когда компания нанимает специалиста по реализации какой-то программы (всеобщего управления качеством, реинжиниринг и т. д.), но в этой модели консультант-врач сам «ставит диагноз, прописывает лекарство и управляет лечением».
- Консультирование по процессу — установление между консультантом и клиентом таких отношений, которые увеличивают способности организации к обучению, как этого хочет сам клиент. Вместо того, чтобы давать советы и ставить диагнозы, консультант учит компанию самостоятельно удовлетворять потребности.

Чтобы не привести в действие фатальных поломок, управленческий консалтинг набирает только тех людей, которые имеют огромную специализацию и широкий обзор в различных категориях данной темы. Квалификация — важнейший показатель для них, она набирается годами и служит ступенькой развития персонала к новому уровню управления и консультации поставленной цели.

## Подходы к управленческому консалтингу
В процессе работы со специалистами и управленцами консультируемой организации управленческие консультанты используют два принципиально отличающихся подхода: рекомендательный и социально-инжиниринговый.
Рекомендательный подход состоит в разработке тщательных и профессиональных рекомендаций, которые стали результатом работы экспертов, вовлеченных в консалтинговый проект.
Социально-инжиниринговый подход предполагает использование социальных технологий, суть которых — в вовлечении управленцев и специалистов консультируемой компании в процесс консалтинга, в конструирование будущего устройства компании, её системы управления, структурно-функциональной схемы, системы бизнес-процессов и т. д. Вовлечение персонала компании в процесс формирования будущего позволяет решить множество проблем, связанных с лояльностью сотрудников к предложенным изменениям. Сотрудники, принявшие участие в формировании будущего своей компании, охотно соглашаются с необходимостью перемен, и активно участвуют в формировании новой системы управления.
При этом наиболее острые и принципиальные позиционные конфликты оказывается возможным разрешить как раз на стадии консалтингового проекта, ещё до начала внедрения. Таким образом, использование социальных технологий существенно повышает внедряемость рекомендаций консультантов. Социальные технологии — это способы формирования команд исполнителей и управленцев, которые могут осуществлять коллективную деятельность с заранее заданным уровнем эффективности. Одна из форм социальных технологий — рефлексивная игра.
В решении текущих рабочих задач статус советника может быть ограниченным или абсолютным:   от анализа причин и поиска решений до возможности влиять на решение или участвовать в его принятии и реализации.
На него может возлагаться обзор ситуации в целом или разработка детального, конкретного, измеримого, согласованного,  реалистичного и ограниченного по времени плана действий. Иногда обстановка может потребовать от консультанта личного присутствия непосредственно на объекте, например при ведении переговоров и заключении соглашения. При непосредственном присутствии на объекте ситуация изучается на месте с применением «живого моделирования» и многодневных стратегических сессий, во время которых разработка и внедрение управленческих решений происходит при прямом взаимодействии с персоналом компании. Формирование проекта изменений в таком формате автоматически способствует его внедрению и оптимизации.

## Услуги управленческих консультантов

### Работа с компаниями (бизнес-структурами)
- Повышение эффективности бизнеса, системы управления, команды управленцев и специалистов.
- Обеспечение эффективных слияний, поглощений, реструктуризаций.
- Анализ действующей бизнес-модели и её оптимизация.
- Построение финансовой модели бизнеса и обучение топ-менеджеров использованию этой модели для прогнозирования результатов деятельности компании.
- Создание и развитие корпоративной культуры, системы мотивации персонала.
- Формирование команды для реализации бизнес-модели (для новых бизнес-проектов).
- Формирование или развитие системы бизнес-процессов, системы информационного обмена и документооборота.
- Формирование системной функции маркетинга и её интеграция в коллективную деятельность компании.
- Повышение эффективности топ-менеджмента компании, обогащение арсенала управленческих инструментов.
- Формирование дальнего, среднего и ближнего горизонтов развития компании, моделирование многовариантного будущего, выбор направления и маршрута развития.

### Работа с мегасистемами
- Разработка стратегии социально-экономического развития города, области, региона.
- Разработка стратегии развития отрасли.
- Расчет мультипликативного эффекта инноваций и построение модели взаимовлияния отраслей экономики друг на друга и на основные индикаторы социально-экономического развития.
- Решение стратегических задач, связанных с управлением развитием экономики страны, области, региона, например:

- повышение эффективности управления государственными активами в экономике;
- повышение привлекательности региона для туризма;
- разработка и сопровождение внедрения концепции свободной экономической зоны;
- разработка и сопровождение внедрения концепции бизнес-инкубатора;
- разработка и сопровождение внедрения концепции технопарка;
- разработка и сопровождение внедрения концепции развития системы образования;
- повышение эффективности государственных администраций в вопросах развития региона, области, города;
- повышение эффективности министерств, ведомств во внедрении различных стратегических программ.